# 謀粘府
謀粘府（謀粘路軍民府），是明代雲南承宣布政使司下轄的一個府，元代泰定三年七月置謀粘路，大理等處宣慰司都元帥府所管，洪武十五年三月為府，後廢，治所在今耿馬縣附近地方。
泰定二年，招降謀粘路土官賽丘羅，泰定三年獻方物，泰定四年招諭八百媳婦蠻招三斤來降，被銀沙羅土官散怯遮所殺。